# Prix des Droits de l'homme de la République française
Le prix des Droits de l'homme de la République française — Liberté - Égalité - Fraternité est un prix décerné par la Commission nationale consultative des droits de l'homme (CNCDH). 
Ce prix est destiné à récompenser des actions de terrain et des projets, individuels ou collectifs, portant sur la protection et la promotion effectives des droits de l'homme.

## Origine
Le prix a vu le jour en 1988 sous l’impulsion de la CNCDH, à l’occasion du 40e anniversaire de la Déclaration  universelle  des  droits  de  l'homme. L’objectif de ce prix est de reconnaître l'engagement de la société civile dans la promotion et la protection des droits de l'homme dans le monde entier. C’est ainsi que, depuis sa création, des organisations non-gouvernementales (ONG) et des acteurs individuels se sont vus décerner cette distinction, sans considération de nationalité ou de frontières.  

## Cérémonie
Le prix est officiellement remis aux cinq lauréats par le Premier ministre français, ou un membre du Gouvernement, lors d’une cérémonie organisée à Paris, le 10 décembre, à l’occasion de la journée des droits de l’homme proclamée par les Nations unies.
2018 fait exception : le gouvernement a renoncé à être présent à la cérémonie, le choix du jury (composé d'une quinzaine de membres de la CNCDH, qui est une institution indépendante) ayant déclenché une polémique au sein des communautés juives,,.
Le cas échéant, le prix peut être décerné par l’ambassade de France située dans le pays de résidence du lauréat. 
Lors de la cérémonie, les lauréats reçoivent une médaille d’or, un diplôme, une dotation financière et éventuellement, la protection diplomatique. Quant aux candidats ayant fait l’objet d’une « mention spéciale », ceux-ci se voient remettre une médaille d’argent ainsi qu’un diplôme, et bénéficient éventuellement de la protection diplomatique.  

## Lauréats et mentions spéciales
Depuis 1988, la CNCDH choisit de distinguer des personnalités ou des organisations s’étant illustrées dans leur pays, pour la défense et la promotion des droits de l'homme.

### Années 1980-1990
1988
- Groupe d’accueil et solidarité (GAS) (France) ;
- Mouvement paysan de Papaye (Haïti) ;
- Centre international de formation des droits de l’Homme de Genève (Suisse) ;
- ELENA (réseau juridique européen sur l’asile) (Europe) ;
- Collectif d’associations pour une exposition « Les jeunes et les droits de l’Homme » (Divers)

1989
- ATD Quart monde (promotion des droits de l’Homme en Afrique)[4] ;
- Banque nationale de données génétiques de Buenos-Aires (Argentine) ;
- Jeunes de l’Action des chrétiens pour l'abolition de la torture (ACAT) (France)[4] ;
- France terre d'asile (France) ;
- Département « Action-École » de Médecins du monde (France) ;
- Association « Documentation réfugiés »

1990
- Ligue tunisienne des droits de l'homme (Tunisie) ;
- Commission pour la défense des droits de l’Homme en Amérique centrale (CEDEHUCA) ;
- Commission chilienne des droits de l’Homme et groupement des parents des exécutés politiques (Chili) ;
- Groupe d’appui mutuel du Guatemala (Guatemala) ;
- Enfants du Mékong (promotion des droits de l’Homme en Asie du Sud-Est)

1991
- Association PHARE (Patrimoine humain et artistique des réfugiés et de leurs enfants) (France) ;
- Fédération des Roms de Roumanie (Roumanie) ;
- Ligue togolaise des droits de l’Homme (Togo) ;
- Fondation des droits de l’Homme (Turquie) ;
- Enfants réfugiés du monde.

1992
- Foyer Maurice Sixto (Haïti)[5] ;
- Plateforme des organismes haïtiens des droits de l’Homme (Haïti)[5]
- Bureau des droits de l’Homme de l’archevêché de Guatemala (Guatemala)[5]
- Mère Mireille de Gasquet (Nicaragua)[5] ;
- La Voix de l'enfant (France)[5].

1993
- Coordination nationale des droits de l’Homme du Pérou (Pérou)
- Commission des droits de l’Homme d’El Salvador (Salvador)
- L’association pour les victimes de la répression en exil (AVRE) (France)[6]
- End Child Prostitution in Asian Tourism (ECPAT-France) ;
- Comité Rio Maria (Brésil)

1994
- Ligue ivoirienne des droits de l’Homme (Côte d'Ivoire) ;
- Ligue malgache des droits de l’Homme et du citoyen (Madagascar) ;
- Conseil des Communautés Ethniques (CERJ) – Runujek Junan (Guatemala) ;
- Ligue internationale contre le racisme et l'antisémitisme (LICRA) (France) ;
- Association palestinienne Al-Haq (Territoires palestiniens) ;
- Madame Taslima Nasreen

1995
- Commission pour l'abolition des mutilations sexuelles (France) ;
- Association Solidarité féminine (ASF) (Maroc) ;
- Association des femmes juristes du Bénin (Bénin) ;
- Association Sarkan Soumountsi (Cameroun) ;
- Association française « Orphelins du Rwanda » (Rwanda) ;
- Servicio de Formacion y Estudios de la Mujer (SEFEM) (Paraguay) ;
- Association Jesuit Service-Cambodia (Cambodge)

1996
- Centre palestinien pour les droits de l'homme (territoires palestiniens) ;
- Comité public contre la torture en Israël (Israël) ;
- Aumônerie catholique des prisons de Madagascar (Madagascar) ;
- Association « Juriste sans frontières » (Rwanda) ;
- Collectif d’avocats José Alvear Restrepo (Colombie) ;
- Commission cubaine des droits de l'Homme et de la réconciliation nationale (Cuba) ;
- Commission d'Helsinki pour les droits de l’Homme en Bosnie-Herzégovine (Bosnie-Herzégovine)

1997
- Association Action des chrétiens pour l'abolition de la torture (ACAT - Togo) ;
- Anti-Racism Service (ARIS) (Suisse) ;
- Institut des Mass Media (IMM) (Ukraine) ;
- We care trust (Afrique du Sud) ;
- Association nationale pour les droits des communautés afro-colombiennes (CIMARRON) (Colombie)

1998
- Lauréats :
  - Observatoire pour la protection des défenseurs des droits de l’Homme (commun à la FIDH et l'OMCT) ;
  - Association des jeunes pour le développement communautaire (AJUDECA) (Angola) ;
  - Communautés de paix des paysans déplacés de Pavarando (Colombie) ;
  - Association « Planète Enfants » (Népal) ;
  - Association des amis de la Villa Déa (Albanie)
- Prix spécial des Défenseurs des droits de l’Homme : 
  - Monsieur Win Tin (Birmanie) ;
  - Madame Marguerite Barankitse (Burundi) ;
  - Monsieur Muchtar Pakpahan (en) (Indonésie) ;
  - Madame Luzia Canuto de Oliveira Pereira (Brésil) ;
  - Monsieur Ibrahim Rugova (Yougoslavie)

1999
- Centre de prestations syndicales et ouvrières (Égypte)
- Conférence épiscopale nationale – Commission Justice et Paix (RDC)
- Comité de solidarité avec les prisonniers politiques (Colombie)
- Commission portugaise pour les droits du peuple Maubere (Timor Oriental)
- Association pour le développement des droits de l'Homme (Cambodge)

### Années 2000
2000
- Lauréats :
  - Association Bayti pour les droits de l’enfant (Maroc) ;
  - Association « Pour un sourire d’enfant –France » (Cambodge) ;
  - Programme de développement et de paix dans la région du Magdalena Medio (PDPMM) (Colombie) ;
  - Association « Bayti » ;
  - Association « Jeunesse anti-clivage » (AJAC) (Tchad) ;
  - Association IMIR (Centre international des problèmes des minorités et des réciprocités culturelles (Bulgarie) ;
- Mentions spéciales  :
  - Association pour le développement d’Anosibé (ADA) (Madagascar) ;
  - African Network for the Emancipation of Marginalised (ANEM) (Ouganda) ;
  - Organisation des peoples indigènes de Chinantla (PICH) (Mexique) ;
  - Association au bénéfice de la femme albanaise (Albanie) ;
  - Association Primo Levi (France)

2001
- Lauréats :
  - Association « Les aveugles sans frontières » (Géorgie) ;
  - Fondation « Virlanie » (Philippines) ;
  - Association latino-américaine pour les droits de l’Homme d’Équateur ;
  - Les Abeilles (Mexique) ;
  - Association républicaine des anciens combattants et victimes de guerre du Comité français (Vietnam) ;
  - Association de soutien aux enfants handicapés physiques de Roumanie (Roumanie)
- Mentions spéciales :
  - Association « Vie Meilleure » (AMVIM) (Maroc) ;
  - Fondation Solon pour l’exercice des droits pour tous les êtres vivants et la terre elle-même (Bolivie) ;
  - Centre de cardiologie de Phnom-Penh (Cambodge)

2002
- Lauréats :
  - Fondation « Terre des Hommes » (Suisse) ;
  - Centre œcuménique des droits de l’Homme (Haïti) ;
  - Observatoire congolais des droits humains (RDC) ;
  - Minga (Association pour la promotion sociale alternative) (Colombie) ;
  - Centre de l’aide légale et d’intégration des demandeurs d’asile (Pakistan)
- 'Mentions spéciales :
  - Fondation pour la promotion de la santé et le développement de la recherche (FOREM) (Algérie) ;
  - Nouveaux Droits de l’Homme (Cameroun) ;
  - Association de promotion et de défense des droits du peuple (CODEPU) (Chili) ;
  - Institut des droits de l’Homme de l’Université « José Simeon Canas » (Salvador);
  - Association des sociétés ethnoculturelles (ASECU) (Ukraine)

2003
Thèmes : « Amélioration de la situation des personnes détenues » et « Protection des femmes contre les violences et les discriminations ».
- Lauréats :
  - Association « Nouvelle famille – Krousar Thmey » (Cambodge), aide les mères de Poipet ;
  - Mouvement « Ni putes ni soumises » (France), pour la création d'une maison itinérante des femmes dans la vallée de l’Orge ;
  - Centre pour une réforme du système pénale (Russie), pour les détenues de la prison d'Orel ;
  - Centre des défenseurs des droits de l’Homme (Iran), présidé par Shirin Ebadi, pour les prisonniers d'opinion  ;
  - Institut de Mandela de Ramallah pour les droits de l’Homme (territoires palestiniens), aide aux prisonnières palestiniennes en Israël ;
- Mentions spéciales :
  - Institution nationale de solidarité avec les femmes en détresse (Maroc), lutte contre l’exclusion des mères célibataires ;
  - Centre d'études sur la justice et la participation (Bolivie), aide aux détenus ;
  - Route pacifique des femmes pour la négociation politique des conflits (Colombie), mobilisation des femmes de la région du Chocó ;
  - Association « Nos filles de retour à la maison » (Mexique), soutien aux familles des victimes des meurtres de femmes de Ciudad Juárez ;
  - Congrès des femmes caucasiennes (Géorgie), réhabilitation des femmes réfugiées de la vallée de Pankissi

2004
Il n'y a que des lauréats, pas de mentions
- Association « Primo-Lévi » (France) ;
- « Enfants du monde – Droits de l’Homme » en coopération avec la Commission des droits de l’enfant de Mahajanga sur la côte nord-ouest de Madagascar (Madagascar) ;
- Association « Pour une initiative de justice en Tchétchénie » (Russie) ;
- Association pour la prévention de la torture (APT) (Suisse) ;
- Institut des droits de l’Homme de l’Université centre-américaine « José Siméon » (Salvador)

2005
- Lauréats :
  - Association « École Hoa Sua » (Vietnam) ;
  - Association « Ensemble contre la peine de mort » (Afrique des Grands Lacs) ;
  - Association « Save the Children » (Honduras) ;
  - Action en faveur de l’élimination du travail des enfants (Niger) ;
  - Association pour la défense des prisonniers (Iran)
- Mentions spéciales :
  - Fondation Hogar de Cristo (foyer du Christ) (Chili) ;
  - « Bel Avenir – L’École des Salines » (Madagascar) ;
  - Fondation « Hay un Nino en tu camino » (Paraguay) ;
  - Association « Saint Joseph Development trust » (Inde) ;
  - Association « Les mères contre la peine de mort et la torture » (Ouzbékistan) ;
  - Association libanaise pour les droits civils (ALDC) (Liban)

2006
- 'Lauréats :
  - Observatoire congolais des droits de l’Homme (Congo Brazzaville) ;
  - Association des femmes chefs de famille (AFCF) (Mauritanie)[8] ;
  - Association « Memorial » (Russie) ;
  - Association « fédération nationale des Mères pour la paix » de France (Afghanistan) ;
  - Association des parents de détenus disparus et de martyres pour la libération nationale (Bolivie)[9]
- Mentions spéciales :
  - Association « Maison du bon pasteur » (Syrie) ;
  - Fondation suisse « Surgir » (Territoires palestiniens) ;
  - Fondation « Women Cultural and Social Society » (WCSS) (Koweït) ;
  - Collectif des familles de disparu(e)s (Algérie) ;
  - Association « Les enfants du soleil » (Madagascar) ;
  - Les Grands-mères de la place de Mai (Argentine)

2007
- Lauréats : 
  - Foyer Maurice Sixto (Haïti) ;
  - Enfants solidaires d’Afrique et du Monde (Bénin) ;
  - Institut du Caire pour l’étude des droits de l’Homme (Égypte) ;
  - Trois avocats du Mouvement des avocats de la défense des droits : Mo Shaoping (en), Li Jinsong et Teng Biao (Chine) ;
  - Théâtre libre de Minsk (Biélorussie)[10]
- Mentions spéciales :
  - Réseau contre l’Abus des Mineurs (Rede Came) (Mozambique) ;
  - Docteur et gynécologue Denis Mukwege de l’Hôpital de Panzi (RDC) ;
  - Las Qoray Concern (LQC) (Somalie) ;
  - VIVERE (Suisse);
  - Cooperazione Internazionale Italia (COOPI) (Bolivie);
  - Association « Espacio publico » (Venezuela).

2008
- Lauréats : 
  - Association Club de défense des droits de l’Homme « Les cœurs ardents » (Ouzbékistan)[11]  ;
  - Association tunisienne des femmes démocrates (Tunisie)[11] ;
  - Fondation « Orient Occident » (Maroc)[11] ;
  - Association pour la protection de l’enfant de la guerre (Liban)[11]  ;
  - Association IIDA Women’s Development Organization (Somalie)[11].
- Mentions spéciales :
  - Zimbabwe Election Support Network (ZESN) (Zimbabwe) ;
  - Solidarité Action pour le Développement Durable (SADD) (Togo) ;
  - Centro de derechos humanos Agustin Pro Juarez (Mexique) ;
  - Association pour les droits de l’Homme (APRODEH) (Pérou).

2009
- Lauréats :
  - Citizens against Corruption (Kirghizistan) ;
  - Centre d’études légales et sociales (CELS) (Argentine) ;
  - PNGO (réseau des ONG palestiniennes) (territoires palestiniens);
  - Partenariat entre Enfants et Développement (France) et Voice of Children (Népal) ;
  - Sauvons la génération (Russie) ;
- Mentions spéciales :
  - Syndicat national des journalistes somaliens (NUSOJ) (Somalie) ;
  - Société de défense de la liberté de presse en Irak (Irak) ;
  - Graines de Bitume (Madagascar) ;
  - Association Hogares providencia (Salvador) ;
  - Association Ilm Jo Sojhro (Pakistan)

### Années 2010
2010
- Lauréats :
  - Forever: LinkAge Restaurant Project (Birmanie) ;
  - SOS-Esclaves (Mauritanie) ;
  - Braveheart Foundation (Birmanie) ;
  - Monsieur Wen Yunchao, expert chinois des nouveaux médias (Chine) ;
  - Zimbabwe Peace Project (Zimbabwe)
- Mentions spéciales :
  - Actuar Hoy (Argentine) ;
  - Aina World (Afghanistan) ;
  - Association de meilleure vie pour le développement global (BLACD) (Égypte) ;
  - Centre d’intégrité publique (Moldavie) ;
  - Communauté Saint Camille de Lellis (Bénin) ;
  - Fondation pour l’éducation et le développement (Thaïlande)

2011
Les thèmes sont Lutte contre les violences faites aux femmes et Lutte contre les violations des droits de l’Homme fondées sur l’orientation sexuelle et l’identité de genre.
- Lauréats :
  - Acid Suvivor Foundation (Bangladesh) ;
  - Tamkeen center for lega laid and human rights (Jordanie) ;
  - Association pour la prévention, la réinsertion et l’attention aux femmes prostituées (APRAMP) (Espagne) ;
  - Aireana – Grupo por los derechos de les lesbianas (Paraguay) ;
  - African Network for the protection of women and child from abuse and neglect (ANPPCAN) (Malawi)
- Mentions spéciales :
  - Sonke Gender justice network (Afrique du Sud) ;
  - Gay and Lesbian Network ;
  - Association nationale de soutien aux séropositifs et malades du SIDA (ANSS) (Burundi) ;
  - École des droits de l'Homme (France) ;
  - Fondation « NAZ » (Inde)

2012
Les thèmes sont La lutte contre l'impunité et Les droits économiques et sociaux et développement durable
- Lauréats :
  - Centre d’information Alternative (Israël – Palestine) ;
  - Centre pour les droits civils et les droits de l’Homme (Slovaquie);
  - Afghanistan Libre (Afghanistan) ;
  - DITSHWANELO – The Botswana Centre for Human Rights (Botswana) ;
  - KMG (Éthiopie) ;
- Mentions spéciales :
  - Action pour la protection des droits de l’Homme (Éthiopie) ;
  - Jamaicans for justice (Jamaïque) ;
  - Commission diocésaine Justice et Paix de Pointe-Noire (Congo Brazzaville) ;
  - Central Himalayan Environment Association (Inde) ;
  - Intermèdes Robinson (France)

2013
Thèmes : La protection des droits de l’homme dans les lieux de privation de liberté et L’accompagnement et la prise en charge des personnes déplacées internes. * Lauréats : 
- - Comité d’assistance civique (Russie) ;
  - Association tchadienne pour la non-violence (Tchad) ;
  - Indigenous Social Justice association (Australie) ;
  - Grandir dignement (Madagascar) ;
  - Sabah (Soudan)
- Mentions spéciales :
  - Projeter sans frontières (Colombie) ;
  - Centro Fray Bartolome de Las Casas (Mexique) ;
  - Chintan (Inde) ;
  - ATD Quart monde (Philippines) ;
  - Centre libanais des droits humains (Liban)

2014
Thème : La traite et l'exploitation des enfants et L’accès des femmes aux responsabilités dans la vie politique, économique, sociale et culturelle. 
- Lauréats :
  - Association Gozour (Égypte) ;
  - Association Enda El Alto (Bolivie) ;
  - Association Sengsaveng (Laos) ;
  - Association Enfance et malnutrition (Madagascar) ;
  - Focus Development Association (Madagascar)
- Mentions spéciales :
  - Women's Empowerment Link (Kenya) ;
  - Cepaz (Venezuela) ;
  - FACE (Thaïlande) ;
  - Shakti Samuha (Népal) ;
  - Anh Duong (Vietnam)

2015
Thème : Les dangers d'Internet pour les droits de l'homme et Environnement et droits de l'Homme.
- Lauréats :
  - Organization for community development (OCD) (Pakistan) ;
  - Observatoire congolais des droits de l’Homme (RDC)[12] ;
  - Action pour la lutte contre l’ignorance du SIDA (ALCIS) (RDC) ;
  - Asociacion nacional contra la trata humana en la sociedad (ANTHUS) (Mexique) ;
  - Enda – Environnement et développement du Tiers Monde (en partenariat avec Enda Europe (Colombie)
- Mentions spéciales :
  - Nomadesc (Colombie) ;
  - TEDIC (Paraguay) ;
  - IREX Europe (France) ;
  - Salvati Bucurestiul – Sauvez Bucarest (Roumanie) ;
  - Grani (Russie)

2016
Thème : Protection et la défense des droits des personnes migrantes et Représentation et défense des droits des personnes handicapées.
- Lauréats :
  - Groupe d’appui aux rapatriés et réfugiés (GARR) (Haïti) ;
  - Organisation Dupont pour le Développement Social (ODDS) (Burkina Faso) ;
  - Forum de la Diaspora (Afrique du Sud);
  - Tomorrow's foundation (Inde) ;
  - Fundacion para la Justicia y el Estado Democratico de Derecho A.C (FJEDD) (Mexique)
- Mentions spéciales :
  - Groupe antiraciste d’accompagnement et de défense des étrangers et migrants (GADEM) (Maroc) ;
  - Instituto Interamericano sobre Discapacidad y Desarrollo Inclusivo (IDII) (Amérique centrale);
  - Life Project 4 Youth (LP4Y) (Philippines) ;
  - Femmes pour le dire, femmes pour agir (FDFA) (France) ;
  - Elifelet – Citizens for Refugee Children (Israël)

2017
Thème : Liberté d’information, liberté de la presse et journalisme et Promotion et protection des droits sexuels et reproductifs.
- Lauréats :
  - Association interrégionale tchétchène pour le développement de la société civile et la liberté d’expression (Russie) ;
  - Freedom Network (Pakistan) ;
  - SOS Urgence (Mauritanie) ;
  - Association égyptienne de promotion des droits sexuels et reproductifs protégeant les personnes LGBTI (anonyme) ;
  - Association chinoise de promotion des droits sexuels et reproductifs protégeant les personnes LGBTI (anonyme)
- Mentions spéciales : 
  - Observatoire congolais des médias (OCM) (RDC) ;
  - Observatoire Haïtien des droits humains (OHDH) (Haïti) ;
  - Centre de réflexions et d’actions pour le développement intégré et la solidarité (CeRADIS) (Bénin) ;
  - Informacion y Disenos Educativos para Acciones Saludables A.C (IDEAS) (Mexique) ;
  - Groupe d'initiatives nationales pour les droits de l’enfant (GIN) (Pérou)

2018
Le thème est « Défenseures et défenseurs des droits humains » 
- Lauréats : 
  - Movice (Colombie) ;
  - Association Al-Haq (Palestine)[1],[2],[13]
  - Association B'Tselem (Israël)[1],[2],[13];
  - Avocat (Chine)[2] ;
  - Tournons la page (Niger)[2] ;
  - Leonid Sudalenko (Bélarus)
- Mentions spéciales : 
  - Casa del migrante de Saltillo (Mexique) ;
  - Bureau pour le volontariat au service de l’enfance et de la santé (BVES)(RDC) ;
  - Association pour les droits de l’Homme et l’univers carcéral (ADHUC) (Congo) ;
  - Fondation Soukhumi (Géorgie) ;
  - Lenin Raghuvanshi (Inde)

2019
Thème : Les jeunes défenseurs des droits humains et Le devoir de fraternité
- Lauréats : 
  - Qosqo Maki, Chili
  - Youth Initiative for Human Rights Croatia, Croatie
  - Aleksei Petrushevsky, Kirghizistan[14]
  - Rebuild Women’s Hope, République démocratique du Congo
  - Love the Kids Foundation, Rwanda
- Mentions spéciales : 
  - Child Rights Connect, Suisse
  - Tous migrants, France
  - ANAFE, France
  - Radio Erena, Erythrée / France
  - Aung Kyaw Moe, Myanmar

### Années 2020
2020
Le thème est « Droit à la santé et lutte contre les exclusions et Défense de l'environnement et de la biodiversité ». En raison de la crise sanitaire, la cérémonie n'a pu avoir lieu, les distinctions furent remises dans les ambassades de France des pays où œuvrent les lauréats.
- Lauréats :
  - Jeevika, lutte contre le travail forcé dans l’État du Karnataka, Inde
  - Taisiia Kutuzova, journaliste-enquêtrice, Ukraine
  - Mongol Ecology Center (MEC), lutte pour l'environnement, Mongolie
  - Groupe Tanzanien de Conservation des Forêts, protection de l'environnement, Tanzanie
  - Mekong Plus, lutte contre la pauvreté, Viêt Nam
- Mentions spéciales : 
  - Parents Pleurons ensemble à Kabare, République démocratique du Congo
  - Jesuit Refugee Service, Burundi
  - Poussières de vie, Vietnam
  - Tchendukua Aqui y Allá, Colombie
  - SystExt – Systèmes Extractifs et Environnements, France

2021
Les thèmes sont « Covid-19 et défense des droits humains et Éducation - un bien commun, un droit fondamental » 
- Lauréats : 
  - Mary James Gill, Pakistan
  - Association Mivaotra, France ;
  - Structure d’aide et de réinsertion des détenus et enfants en difficulté (SARED), Niger ;
  - People Organization for planing and education (POPE), Inde ;
  - Just Grace NPC, Afrique du Sud.
- Mentions spéciales : 
  - Association Meilleur avenir pour nos enfants (AMANE), Maroc ;
  - Federation of Woman Lawyers, Lesotho ;
  - Corporation Sisma Mujer, Colombie ;
  - Street Child France, France  ;
  - Manas Rivista Social e Feminista, Mozambique ;
  - Mirza Dinnayi, Allemagne-Iraq ;
  - Comite pour la paix et le développement, Haïti ;
  - ADRA France, France.

2022
Les thèmes sont : Droits sexuels et reproductifs : protection des droits des personnes LGBTQIA+ et lutte contre les inégalités de genre
- Lauréats : 
  - The Sex Talk Arabic, Egypte
  - CEDESEX, Venezuela
  - Mocha Celis, Argentine
  - STREHA, Albanie
- Mentions spéciales : 
  - Centre de santé sexuelle Marsa, Liban
  - BIH Pride March, Bosnie-Herzégovine
  - EcoKos Women, Kosovo
  - Réseau Jiko Kinga Mazingira (Rejikima), République démocratie du Congo
  - Femmes d’espoir, Mali

2023
Le thème principal est consacré aux défenseurs de l'environnement.
- Lauréats :
  - Marina Paula Oliveira, Brésil. Militante en réaction à la rupture du barrage de Brumadinho
  - Fórum Solidaridad Perú, Pérou
  - Resistencia Civil por el Valle, Mexique
  - Fridays For Future Uganda, Ouganda
  - Shpresa Loshaj, Kosovo
- Mentions spéciales :
  - Actions pour la Promotion et Protection des Espèces et Peuples Menacés, République Démocratique du Congo
  - Solidarités International, France
  - Hernando Chindoy Chindoy, Colombie
  - Fundación de desarrollo y vivienda mínima, Salvador
  - Brigades de paix internationales, section française,

## Récompenses

### Montant de la dotation financière
Une somme de 70 000 euros est partagée entre les cinq lauréats retenus par le jury, soit 14 000 euros par lauréat. Ces fonds doivent nécessairement être utilisés dans la réalisation du projet présenté par le lauréat lors de sa candidature. 

### Protection diplomatique de la France
Outre la dotation financière, le prix des Droits de l'homme de la République française a une vertu protectrice, selon la CNCDH. La promotion et la protection des droits de l'homme pouvant s’avérer dangereuses dans beaucoup d’endroits du monde, tant les lauréats du Prix que les candidats ayant fait l’objet d’une « mention spéciale » peuvent être placés sous la protection diplomatique de la France.